# Piedras Negras (site arqueológico maia)

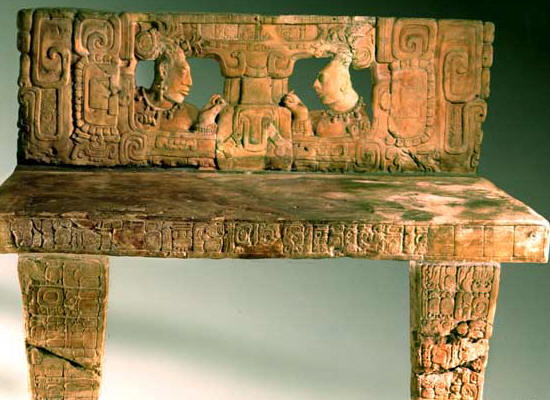
Trono 1 de Piedras Negras

Piedras Negras é o nome moderno de uma cidade em ruínas da civilização maia pré-colombiana localizada na margem norte do rio Usumacinta, no departamento de Petén, no noroeste da Guatemala. Piedras Negras foi um dos centros urbanos maias mais poderosos de Usumacinta. A ocupação em Piedras Negras é conhecida desde o período pré-clássico tardio em diante, com base em datas recuperadas de informações epigráficas encontradas em várias estelas e altares no local. Piedras Negras é um sítio arqueológico conhecido por sua grande produção escultórica quando comparado a outros sítios maias antigos. A riqueza da escultura, em conjunto com a informação cronológica precisa associada à vida das elites de Piedras Negras, permitiu aos arqueólogos reconstruir a história política da comunidade de Piedras Negras e sua pegada geopolítica.

## Localização
Terras Baixas do Sul, Moderna: Guatemala.

## Geografia
Piedras Negras está localizada ao longo das margens orientais do rio Usumacinta. O assentamento é orientado em torno de praças, sem um sistema de grade. A comunidade é construída em uma série de colinas, oferecendo uma estrutura defensiva natural, e atualmente é densamente arborizada.

## Etimologia
O nome Piedras Negras significa "pedras negras" em espanhol. Seu nome na linguagem do clássico maia foi lido nas inscrições maias como Yo'k'ib' ([joʔkʼib]), que significa "grande portal" ou "entrada", considerou uma possível referência a um grande e agora seco sumidouro próximo. Também pode ser uma referência à sua localização como um intermediário proeminente ao longo das rotas comerciais que levam à planície de inundação de Tabasco. Alguns autores pensam que o nome é Paw Stone, mas é mais provável que seja o nome do fundador, como mostram os hieróglifos no trono 1 e no altar 4.

## História de Piedras Negras

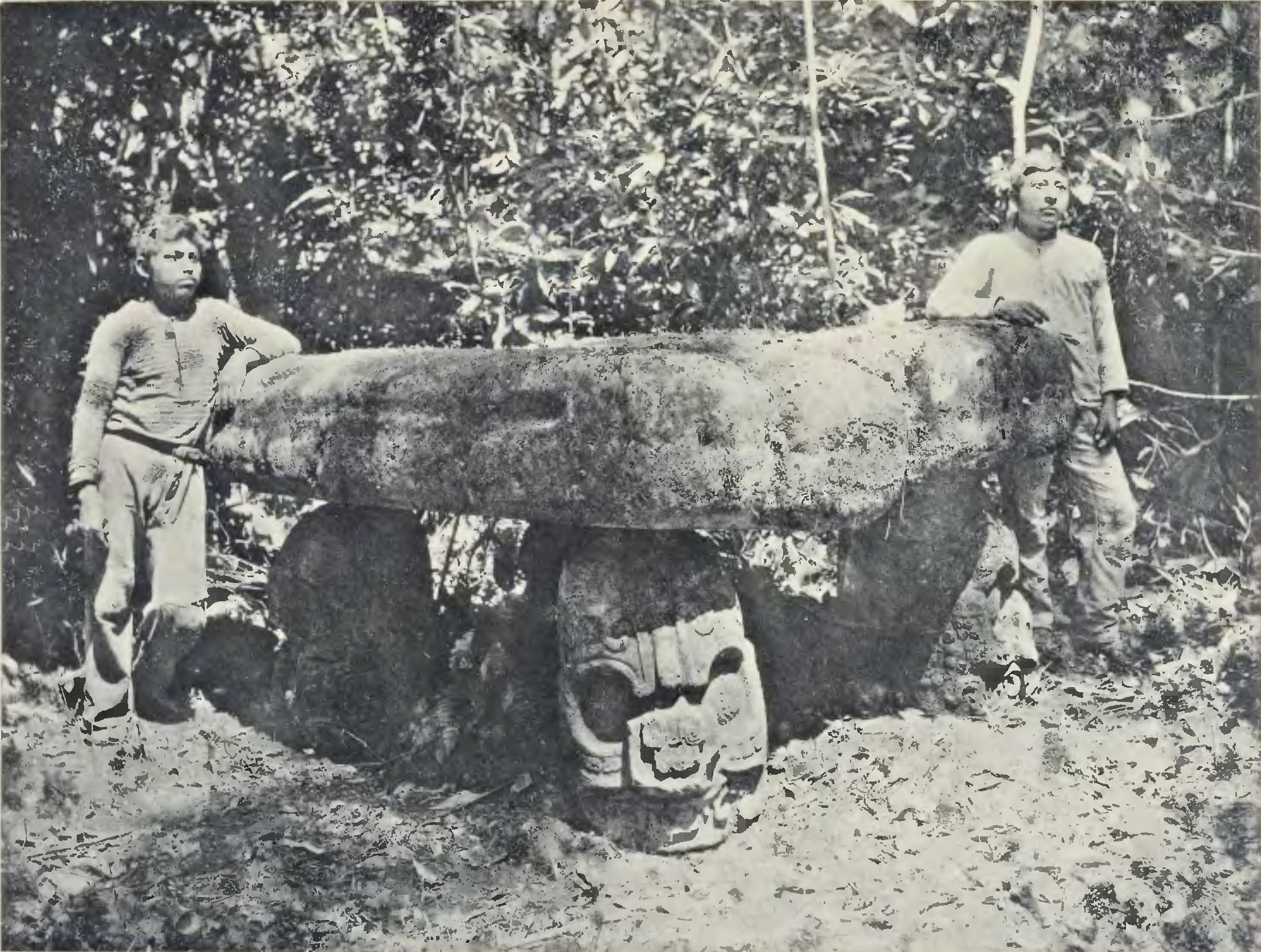
Foto do Altar 4 de Teoberto Maler, publicada em 1901

Piedras Negras foi povoada desde o século VII a.C. Sua população parece ter atingido o pico duas vezes. O primeiro pico populacional aconteceu no período pré-clássico tardio, por volta de 200 a.C., e foi seguido por um declínio. O segundo pico populacional de Piedras Negras ocorreu no período Clássico Tardio, por volta da segunda metade do século VIII, durante o qual se estima que a população máxima da povoação principal tenha rondado os 2 600 habitantes. Ao mesmo tempo, Piedras Negras também era a maior comunidade política da região, com uma população total estimada em cerca de 50 000 habitantes.
Piedras Negras foi uma cidade-estado independente durante a maior parte dos períodos clássico inicial e tardio, embora às vezes tenha estado em aliança com outros estados da região e possa ter prestado homenagem a outros às vezes. Tinha uma aliança com Yaxchilan, no que hoje é Chiapas, México, cerca de 40 km acima do rio Usumacinta. Cerâmicas mostram que o local foi ocupado de meados do século VII a.C. a 850 d.C. Seu período mais impressionante de escultura e arquitetura data de cerca de 608 a 810, embora haja alguma evidência de que Piedras Negras já era uma cidade de alguma importância desde 400 DC.
O painel 12 de Piedras Negras mostra três governantes vizinhos como cativos do governante C. Um dos cativos pode ser o nono rei de Yaxchilan, Joy B'alam (também conhecido como Knot-Eye Jaguar I), que continuou a reinar depois que o painel foi feito. Como os governantes subservientes eram frequentemente retratados como cativos presos, mesmo enquanto continuavam a governar seus próprios reinos, o painel sugere que Piedras Negras pode ter estabelecido sua autoridade sobre a drenagem média de Usumacinta por volta de 9.4.0.0.0 (514 d.C.).

A arte da escultura do período clássico tardio de Piedras Negras é considerada particularmente refinada. O local possui duas quadras de bola e várias praças; existem palácios abobadados e pirâmides de templos, incluindo um que está conectado a uma das muitas cavernas do local. Ao longo das margens do rio há uma grande pedra com o emblema glifo de Yo'ki'b esculpido nela, voltada para o céu.

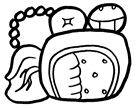
O Glifo Emblema de Piedras Negras

Uma característica única dos monumentos de Piedras Negras é a ocorrência frequente das chamadas "assinaturas de artistas". Artistas individuais foram identificados pelo uso de glifos recorrentes em estelas e outros relevos.
O governante 7 (reinou em 781-808?) de Piedras Negras foi capturado por K'inich Tatbu Skull IV de Yaxchilan. Este evento foi registrado no lintel 10 de Yaxchilan. Piedras Negras pode ter sido abandonada vários anos após este evento.
Antes de o local ser abandonado, alguns monumentos foram deliberadamente danificados, incluindo imagens e glifos de governantes desfigurados, enquanto outros foram deixados intactos, sugerindo uma revolta ou conquista por pessoas alfabetizadas na escrita maia.

### Réguas do Pré-clássico Tardio/Clássico
Relativamente pouco se sabe sobre os governantes do Pré-Clássico Tardio/Clássico Inferior, mas as escavações do West Group Plaza encontraram alvenaria datada do Clássico Inferior, e o altar 1 é dedicado ao Regente A, datado de 297 DC.
K'an Ahk I: AD 297- ?, indução Data de Contagem Longa: 8.13.0.0.0
K'an Ahk II: AD ca. 460-ca 478
Yat Ahk I (ou Dente de Tartaruga): 510-514. O painel 2 o menciona e afirma que Turtle Tooth tinha um suserano em uma cidade desconhecida. Antigo nome maia desconhecido, mas alguns estudiosos acreditam que seu nome seja Yah Ahk 1.
Régua C: 514-53, contagem longa de indução Data: 9.4.0.0.0. Lintel 12 retrata o Governante C recebendo 4 cativos, incluindo o Jaguar de Yaxchilan. Stela 30, contagem longa 9.5.0.0.0 (AD 534), é possivelmente uma celebração de um final k'atun. Stela 29, contagem longa 9.5.5.0.0 (AD 539), é uma celebração de um hotun (um período de cinco anos) que termina durante o reinado do governante C. Ambos teriam sido motivos de celebração na antiguidade.

### Réguas Clássicas Tardias
K'inich Yo'nal Ahk I: 603-639, contagem longa de indução: 9.8.10.6.16. K'inich Yo'nal Ahk I realizou uma série de conquistas militares em toda a área de Usumacinta e derrotou Palenque em 628 DC, levando cativo Ch'ok Balum, um dos senhores de Palenque. Estela 25 comemora sua ascensão. Após a ascensão de K'inich Yo'nal Ahk I, ele destruiu os monumentos do início do período clássico e alguns dos edifícios, em um esforço para desacreditar os símbolos dos reis anteriores e, além disso, começou a construir e renovar a arquitetura mais antiga no sul Grupo para estabelecer sua dinastia e linhagem.
Dedicatórias:
- Estelas: 25, 26, 31

Itzam K'an Ahk I: 639-686, contagem longa de indução: 9.10.6.5.9. O filho de K'inich Yo'nal Ahk I, governante 2 continuou as conquistas militares de seu pai e, em 662, venceu Santa Elena, que é comemorado na Estela 35. O painel 15 celebra a captura um político desconhecido e um cativo desconhecido, que foi emitido pelo filho do Governante 2 após sua morte. Este ato de encomendar um artista para homenagear o predecessor não é raro e pode ser visto novamente na encomenda do Painel 2 do Régua 2, que celebra o k'atun aniversário da morte de K'inich Yo'nal Ahk I. Também relembra o recebimento de 6 cativos por Turtle Tooth após a batalha e menciona seu soberano desconhecido em outro local. Mais tarde, em seu reinado, duas estelas foram colocadas no Grupo Oeste, enquanto as primeiras estelas foram erguidas no Grupo Sul.
Dedicatórias:
- Painéis: 2, 4, 7
- Estelas: 33, 34, 35, 36, 37, 38, 39
- Trono: 2

K'inich Yo'nal Ahk II: 687-729, contagem longa da ascensão: 9.12.14.13.1. Todas as oito estelas, colocadas no Grupo Oeste, indicam que K'inich Yo'nal Ahk II abandonou o Grupo Sul que havia sido usado por seu ancestral. O filho do governante 2, K'inich Yo'nal Ahk II é mais conhecido por sua aliança matrimonial e defesa militar. Ele se casou com Lady K'atun Ajaw de Namaan em 686 DC. Embora o local de Namaan não seja identificado atualmente, esse casamento mostra que Piedras Negras e Namaan eram importantes um para o outro e ambos teriam se beneficiado com o casamento. Enquanto Ahk II sofreu algumas baixas militares, notadamente a perda de La Mar e em 725 a captura de um de seus sajal (um senhor menor) por Palenque, o governante foi vitorioso sobre Yaxchilan em 727, capturando um sajal, como comemorado na Estela 8. A tumba de K'inich Yo'nal Ahk II foi identificada como Enterro 5, sob o Pátio 1 em frente ao J-3.
Dedicatórias:
- Altar 1
- Painel 15
- Estelas: 1, 2, 3, 4, 5, 6, 7, 8

Itzam K'an Ahk II: 729-757, contagem longa de indução: 9.14.18.3.13. Estela da Ascensão: Estela 11. Filho de K'inich Yo'nal Ahk II. A maioria de suas estelas estavam no Grupo Oeste. Utilizando o Painel 3, emitido pela Régua 7, foi colocado à frente do O-13, no Grupo Leste. Escavado em 1997 por Héctor Escobedo e Tomás Barrientos, foi encontrado um enterro real, Enterro 13. O enterro foi semelhante ao do Enterro 5, com a exceção de que foi reentrado posteriormente, indicado por ossos ausentes ou queimados. A reentrada na tumba era culturalmente significativa para os maias e indica que o Regente 4 era muito respeitado tanto na vida quanto na morte.
Dedicatórias:
- Altar: 2
- Estelas: 9, 10, 11, 22, 40

Yo'nal Ahk III: 758-767, contagem longa de indução: 9.16.6.17.1. Filho do Regente 4, estela de ascensão: Estela 14. As estelas foram colocadas no Grupo Leste, indicando um movimento dos Grupos Sul e Oeste usados anteriormente pelos governantes.
Dedicatórias:
- Estelas: 14, 16

Ha' K'in Xook: 767-780, contagem longa de indução: 9.16.16.0.4. Estela de ascensão: Estela 23. Irmão de Yo'nal Ahk III, filho do Regente 4, abdicou em 780, de acordo com o Trono 1.
Dedicatórias:
- Estelas: 13, 18, 23

K'inich Yat Ahk II: 781-808, contagem longa de indução: 9.17.10.9.4. Filho do Regente 4, irmão de Yo'nal Ahk III e Ha' K'in Xook, o Regente 7 continuou a usar o Grupo Leste, especificamente O-13, como a área para a colocação de suas estelas. Em 785, ele encomendou o Trono 1, colocando-o em str. J-6, uma das melhores peças de escultura de Piedras Negras. O governante 7 se envolveu em inúmeras conquistas militares, incluindo a derrota de Santa Elena em 787 e guerras com Pomoná. A estela 12 retrata o regente 7 com La Mar Ajaw, Parrot Chaak, julgando os cativos de Pomoná, indicando uma estreita lealdade militar entre os dois. As campanhas do governante 7 terminaram em 808, quando ele foi capturado por K'inich Tatb'u Skull III, governante de Yaxchilan, retratado no Lintel 10.
Dedicatórias:
- Altar 4
- Estelas: 12, 15
- Painel: 3
- Trono: 1

### Declínio de Piedras Negras
O governante 7 é o último conhecido do rei de Piedras Negras. Com sua captura, a dinastia que governava Piedras Negras desde 603 d.C. efetivamente terminou. No entanto, mesmo antes de sua captura, a política parecia estar em declínio. Quando o Trono 1 foi desenterrado em 1930, ele havia sido destruído. Após escavações adicionais na década de 1990, tornou-se evidente que havia outros sinais de incêndio e destruição em todo o local, mas principalmente no palácio real. A rixa interna entre Piedras Negras e Yaxchilán, começando no século V d.C., desempenhou um grande papel na instabilidade da política. O conflito entre os dois não se limitou a combates e guerras; as duas organizações políticas são conhecidas por sua produção artística, que oferece uma maneira adicional de validar e reforçar o poder respectivo da política. Embora a construção e a dedicação do monumento não tenham continuado no século IX, a ocupação do próprio local continuou. O local foi abandonado por AD 930. Não é possível determinar totalmente se a ocupação limitada continuou, já que nenhuma evidência arqueológica foi desenterrada para a continuação da ocupação depois de 930 DC.

## Glifos

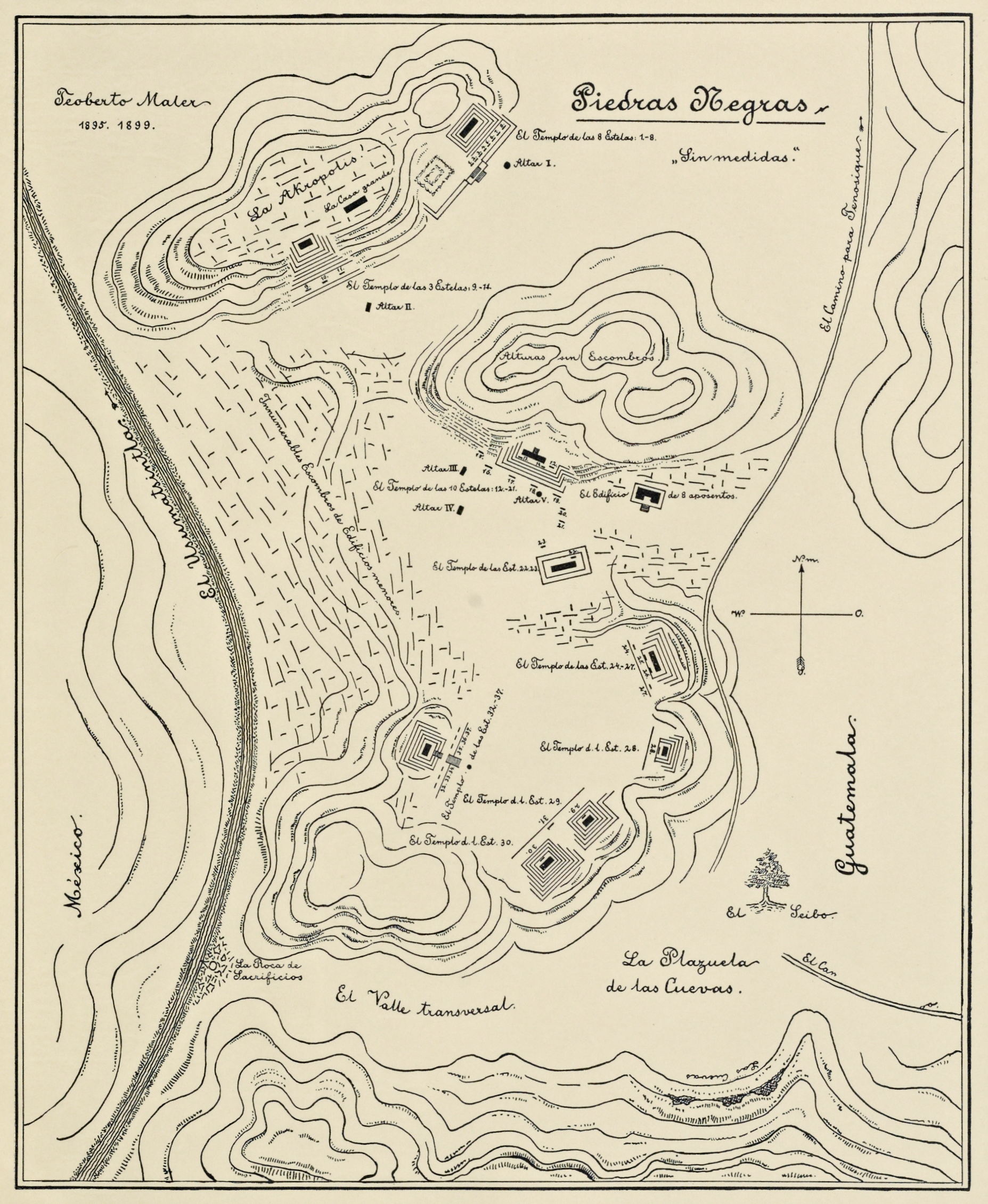
Mapa do final do século XIX de Maler de Piedras Negras

Usando o abundante número de estelas recuperadas de Piedras Negras, Tatiana Proskouriakoff revolucionou a compreensão atual dos hieróglifos maias. Proskouriakoff percebeu que as estelas que representavam uma pessoa dentro de um nicho e os textos glíficos nelas eram de fato a longa contagem que recontava eventos importantes na vida de um governante, como sua data de nascimento e ascensão ao trono. A contribuição de Proskouriakoff para a epigrafia maia mudou a ideia dos antigos maias de um povo de paz e cosmologia para um povo que participava ativamente e registrava histórias políticas e sociais.

## História moderna do site
O local foi primeiro explorado, mapeado e seus monumentos fotografados por Teoberto Maler no final do século XIX.
O projeto arqueológico em Piedras Negras foi conduzido pela Universidade da Pensilvânia de 1931 a 1939 sob a direção de J. Alden Mason e Linton Satterthwaite Outros trabalhos arqueológicos aqui foram conduzidos por Stephen Houston, da Universidade Brigham Young, e Hector Escobedo, da Universidade do Vale da Guatemala, com permissão do Instituto de Antropologia e História da Guatemala (IDAEH).
A maianista Tatiana Proskouriakoff foi a primeira a decifrar os nomes e datas de uma dinastia maia a partir de seu trabalho com os monumentos deste local, um avanço na decifração da escrita maia. Prouskourikoff foi enterrada aqui no Grupo F após sua morte em 1985.
Em 2002, o World Monuments Fund destinou 100 000 dólares dos Estados Unidos para a conservação de Piedras Negras. Hoje faz parte do parque nacional Sierra del Lacandón, na Guatemala.